# Knives Out
Pour les articles homonymes, voir Knives Out (homonymie).
Pistes de Amnesiac
I Might Be Wrong Morning Bell/Amnesiac
Knives Out est la sixième piste figurant sur l'album Amnesiac du groupe britannique Radiohead. Il fait partie des titres les plus proches du style d'origine du groupe présents dans l'album.[réf. souhaitée]

## Le clip
Le clip montre :
- Thom Yorke et une femme (interprétée par Emma de Caunes) qui se prennent d'abord en photo, puis Thom se met une espèce de cœur en plastique sur la tête, que la femme embrasse. Ils finissent par se taper tous les deux.
- Thom, dans un lit, qui a l'air apeuré, et qui regarde souvent sous ses draps.
- Une femme allongée sur une civière, qui est en train de se faire recoudre.

Le clip de cette chanson a été réalisé par Michel Gondry.

## Reprises
Le pianiste de jazz Brad Mehldau reprend cette chanson dans son album Day Is Done (2005).